# Facundo Mallo
Facundo Mallo, vollständiger Name Facundo Mallo Blanco, (* 16. Januar 1995 in Montevideo) ist ein uruguayischer Fußballspieler.

## Karriere
Der 1,86 Meter große Defensivakteur Mallo steht mindestens seit der Saison 2014/15 im Kader der Profimannschaft von Liverpool Montevideo. In jener Zweitligaspielzeit debütierte er am 15. November 2014 beim 6:0-Heimsieg gegen den Club Atlético Progreso in der  Segunda División, als er von Trainer Alejandro Apud in der 66. Spielminute für Gonzalo Freitas eingewechselt wurde. Bis zum Saisonende, an dem sein Verein in die höchste uruguayische Spielklasse aufstieg, absolvierte er insgesamt 13 Zweitligaspiele und erzielte drei Treffer. In der Erstligasaison 2015/16 wurde er 18-mal (kein Tor) in der Primera División eingesetzt. Zudem kam er in fünf Partien (kein Tor) der Copa Libertadores Sub-20 2016 zum Einsatz. Den Wettbewerb beendete die Mannschaft nach der 0:1-Finalniederlage gegen den FC São Paulo als Zweitplatzierter. Während der Spielzeit 2016 bestritt er 14 Erstligaspiele (kein Tor). In der laufenden Saison 2017 kam er bislang (Stand: 10. Februar 2017) einmal (kein Tor) in der Liga zum Einsatz.

## Erfolge
- Zweiter der Copa Libertadores Sub-20: 2016